# Gibson (Iowa)
Gibson ist ein Ort im Keokuk County, Iowa, Vereinigte Staaten. Das U.S. Census Bureau hat bei der Volkszählung 2020 eine Einwohnerzahl von 63 auf einer Landfläche von 0,2 km² ermittelt.